# If a Man Answers
If a Man Answers (bra: Se o Marido Atender, Desligue) é um filme de comédia romântica estadunidense de 1962 dirigido por Henry Levin e estrelado por Bobby Darin e Sandra Dee. Foi produzido pela Ross Hunter Productions e distribuído pela Universal Pictures. O roteiro foi escrito por Richard Morris a partir de um romance de Winifred Wolfe.

## Elenco
- Sandra Dee como Chantal "Chouchou/Charlotte/Charlie" Stacy
- Bobby Darin como Eugene "Gene" Wright
- Micheline Presle como Germaine Stacy
- John Lund como John Stacy
- Cesar Romero como Robert Swan/Adam Wright
- Stefanie tem poderes como Tina
- Christopher Knight como Richard
- Ted Thorpe como o florista
- Roger Bacon como Mensageiro
- John Bleifer como Sr. Riordan,

## Prêmios e indicações
If a Man Answers foi indicado ao Globo de Ouro de melhor filme de comédia ou musical e melhor ator coadjuvante (Cesar Romero). Também foi indicado ao Laurel Award de melhor performance de comédia feminina (Sandra Dee).